# UTC+13:45
| Južni poletni/severni standardni čas Morska območja | Severni poletni/južni standardni čas Standardni čas vse leto |

UTC+13:45 je časovni pas z zamikom +13 ur in 45 minut glede na univerzalni koordinirani čas (UTC), eden od le treh časovnih pasov z zamikom 45 minut na svetu; preostala dva sta UTC+05:45 in UTC+08:45).
Ta čas se uporablja na naslednjih ozemljih (stanje v začetku leta 2016):

## Kot poletni čas (južna polobla)

### Oceanija
- Nova Zelandija:
  - Chathamovi otoki